# Генеральный солиситор США
Генера́льный соли́ситор США (англ. Solicitor General of the United States) — глава Отдела генерального солиситора в Министерстве юстиции. Представляет исполнительную власть в Верховном суде по всем категориям дел, затрагивающим интересы США в целом и от имени правительства осуществляет надзор за ведением тяжб во всех апелляционных судах. Эта функция делегирована солиситору Генеральным прокурором.
Генеральный солиситор США назначается Президентом по рекомендации Генерального прокурора и утверждается Сенатом. В его обязанности входит: обжалования решения федерального суда первой инстанции, вынесенного не в пользу Правительства, утверждение апелляционных ходатайств и жалоб, заявляемых отделами (бюро) Министерства и юридическими службами других органов администрации. Генеральный солиситор обязан представлять США по любому затрагивающему интересы правительства делу, подлежащему рассмотрению в Верховном суде США, во всех других федеральных судах, а также в любом суде штата. На практике защиту интересов правительства в нижестоящих судах осуществляют прокурор США или специально назначаемые Министерством юстиции прокуроры.
Генеральный солиситор вправе также вступать в производство в любом федеральном апелляционном суде, включая Верховный суд, в качестве «amicus curiae» (т.е. специалиста, консультанта по правовым вопросам) — по собственной инициативе и по предписанию самого Верховного суда. Не являясь стороной, солиситор в качестве «amicus curiae» получает разрешение суда вступить в процесс и изложить свои суждения. В связи с ростом объёма и усложнением содержания функций государства постоянно растёт число дел, по которым служба генерального солиситора выступает в суде в качестве стороны или специалиста по правовым вопросам. В качестве специалиста солиситор оказывает помощь суду путём представления информации, имеющей решающее значение для дела. В споре, не затрагивающем интересы правительства, он может предложить компромиссное решение, устраивающее стороны и соответствующее нормам права.